# Lester Bowie
Lester Bowie (Bartonsville, 11 ottobre 1941 – New York, 8 novembre 1999) è stato un trombettista e compositore statunitense di jazz d'avanguardia. È stato membro della Association for the Advancement of Creative Musicians (AACM) e cofondatore dell'Art Ensemble of Chicago.

## Biografia
Nato nel villaggio di Bartonsville nella Contea di Frederick, Maryland, USA, Bowie era cresciuto a St. Louis, Missouri. Nel 1943 la sua famiglia si trasferisce a prima a Little Rock (Arkansas) in seguito a St. Louis (Missouri). A 5 anni aveva iniziato a studiare la tromba con suo padre, che era un musicista. 
Dal 1951 Lester prende parte alle manifestazioni musicali della zona: riunioni religiose, feste scolastiche, ecc. Nel 1957 dirige un complesso e suona nei teatri e alla radio. 
Lester aveva suonato con musicisti blues fra i quali Little Milton e Albert King, e con stelle del rhythm and blues come Solomon Burke, Joe Tex e Rufus Thomas. Nel 1965 diventa il direttore artistico e marito di Fontella Bass
Nel 1966 diviene uno dei membri fondatori dell'AACM insieme a Muhal Richard Abrams, Joseph Jarman e Roscoe Mitchell con il quale pubblica il primo album Sound. Nel 1967 ai due si unisce il bassista Malachi Favors e formano l'Art Ensemble, successivamente all'arrivo di Joseph Jarman, nel 1969 il gruppo fu invitato a Parigi per un festival, ma finì per rimanervi per ben due anni, perché la scena musicale e politica era favorevole alle loro idee artistiche. Nella capitale francese pubblicarono il primo disco con il nome Art Ensemble of Chicago. Durante la permanenza in Francia, l'AEOC fece entrare nel gruppo il batterista Don Moye e registrò molti altri album. 
Nel 1971 ritorna a Chicago dove continuerà a suonare con lo stesso gruppo.
Nel 1985 Bowie introduce la Lester Bowie's Brass Fantasy nell'etichetta discografica ECM Records, incidendo il brano I Only Have Eyes for You.  La Brass Fantasy comprendeva un batterista (Don Moye) e otto fiati: 4 trombe, due tromboni, corno francese e un basso tuba.

## Discografia

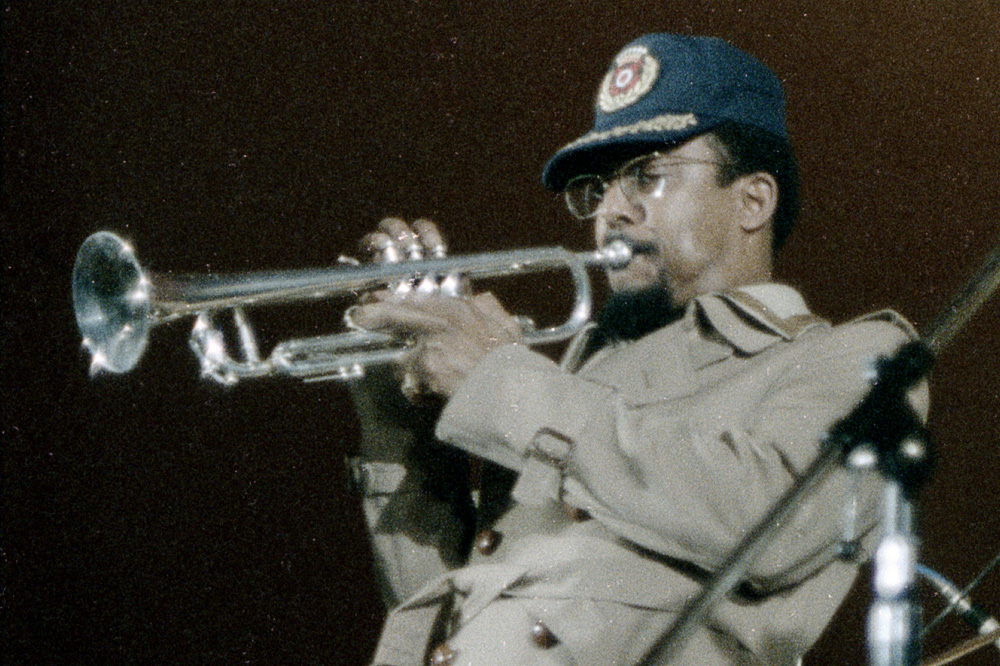
Lester Bowie, New Jazz Festival Moers (Moers Festival), 1978

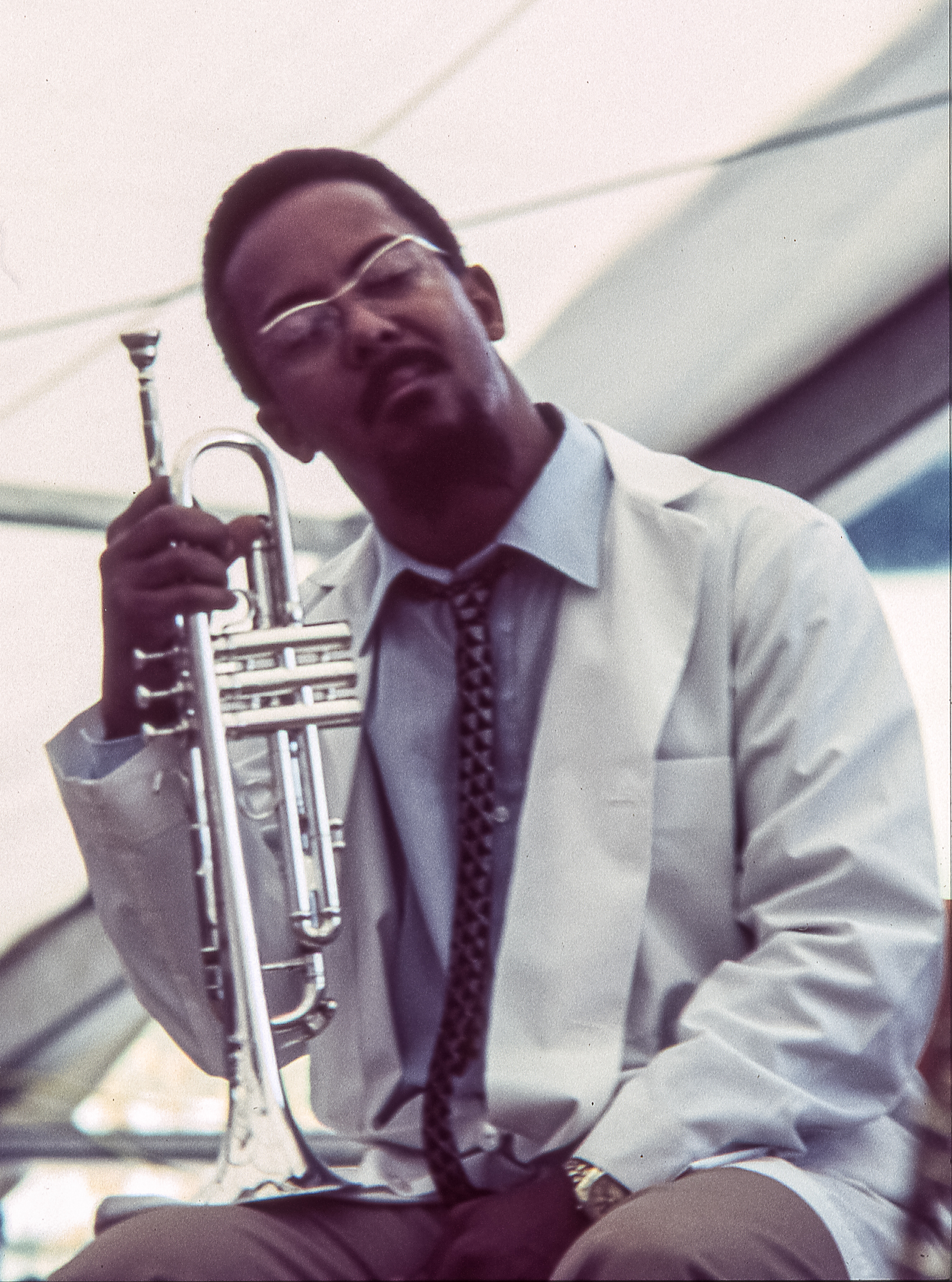
Lester Bowie, with the Art Ensemble of Chicago, Jazz Festival Zeltweg (Spielberg), 1983

### Da leader
| Titolo                                                                                |  | Anno |  | Casa discografica   |
| ------------------------------------------------------------------------------------- |  | ---- |  | ------------------- |
| Numbers 1 & 2                                                                         |  | 1967 |  | Nessa               |
| Gittin' to Know Y'All (features Bowie conducting the Baden-Baden Free Jazz Orchestra) |  | 1970 |  | MPS                 |
| Fast Last!                                                                            |  | 1974 |  | Muse                |
| Rope-A-Dope                                                                           |  | 1976 |  | Muse                |
| African Children                                                                      |  | 1978 |  | Horo                |
| Duet (with Phillip Wilson)                                                            |  | 1978 |  | Improvising Artists |
| The 5th Power                                                                         |  | 1978 |  | Black Saint         |
| The Great Pretender                                                                   |  | 1981 |  | ECM                 |
| All the Magic                                                                         |  | 1983 |  | ECM                 |
| Bugle Boy Bop (with Charles "Bobo" Shaw)                                              |  | 1983 |  | Muse                |
| Duet (with Nobuyoshi Ino)                                                             |  | 1985 |  | Paddle Wheel        |

### Lester Bowie's Brass Fantasy
| Titolo                                                             |  | Anno                      |  | Casa discografica |
| ------------------------------------------------------------------ |  | ------------------------- |  | ----------------- |
| I Only Have Eyes for You                                           |  | 1985                      |  | ECM               |
| Avant Pop                                                          |  | 1986                      |  | ECM               |
| Twilight Dreams                                                    |  | 1987                      |  | Venture           |
| Serious Fun                                                        |  | 1989                      |  | DIW               |
| My Way                                                             |  | 1990                      |  | DIW               |
| Live at the 6th Tokyo Music Joy (with the Art Ensemble Of Chicago) |  | 1990                      |  | DIW               |
| The Fire This Time                                                 |  | 1992                      |  | In & Out          |
| The Odyssey Of Funk & Popular Music                                |  | 1999                      |  | Atlantic          |
| When the Spirit Returns                                            |  | 2003 (recorded Oct. 1997) |  | Dreyfus Jazz      |

### Lester Bowie's New York Organ Ensemble
| Titolo           |  | Anno |  | Casa discografica |
| ---------------- |  | ---- |  | ----------------- |
| The Organizer    |  | 1991 |  | DIW               |
| Funky T. Cool T. |  | 1992 |  | DIW               |

### con l'Art Ensemble of Chicago
| Titolo                                                            |  | Anno |  | Casa discografica |
| ----------------------------------------------------------------- |  | ---- |  | ----------------- |
| Old/Quartet - Roscoe Mitchell                                     |  | 1967 |  | Nessa             |
| Numbers 1 & 2 - Lester Bowie                                      |  | 1967 |  | Nessa             |
| Early Combinations - Art Ensemble                                 |  | 1967 |  | Nessa             |
| Congliptious - Roscoe Mitchell                                    |  | 1967 |  | Nessa             |
| A Jackson in Your House                                           |  | 1969 |  | Actuel            |
| Tutankhamun                                                       |  | 1969 |  | Freedom           |
| the Spiritual                                                     |  | 1969 |  | Freedom           |
| People in Sorrow                                                  |  | 1969 |  | Pathe Marconi     |
| Message to Our Folks                                              |  | 1969 |  | Actuel            |
| Reese and the Smooth Ones                                         |  | 1969 |  | Actuel            |
| Eda Wobu                                                          |  | 1969 |  | JMY               |
| Certain Blacks                                                    |  | 1970 |  | America           |
| Go Home                                                           |  | 1970 |  | Galloway          |
| Chi-Congo                                                         |  | 1970 |  | Paula             |
| Les Stances a Sophie                                              |  | 1970 |  | America           |
| Live in Paris                                                     |  | 1970 |  | Freedom           |
| Art Ensemble of Chicago with Fontella Bass                        |  | 1970 |  | America           |
| Phase One                                                         |  | 1971 |  | America           |
| Live at Mandell Hall                                              |  | 1972 |  | Delmark           |
| Bap-Tizum                                                         |  | 1972 |  | Atlantic          |
| Fanfare for the Warriors                                          |  | 1973 |  | Atlantic          |
| Kabalaba                                                          |  | 1974 |  | AECO              |
| Nice Guys                                                         |  | 1978 |  | ECM               |
| Live in Berlin                                                    |  | 1979 |  | West Wind         |
| Full Force                                                        |  | 1980 |  | ECM               |
| Urban Bushmen                                                     |  | 1980 |  | ECM               |
| Among the People                                                  |  | 1980 |  | Praxis            |
| The Complete Live in Japan                                        |  | 1984 |  | DIW               |
| The Third Decade                                                  |  | 1984 |  | ECM               |
| Naked                                                             |  | 1986 |  | DIW               |
| Ancient to the Future                                             |  | 1987 |  | DIW               |
| The Alternate Express                                             |  | 1989 |  | DIW               |
| Art Ensemble of Soweto                                            |  | 1990 |  | DIW               |
| America - South Africa                                            |  | 1990 |  | DIW               |
| Thelonious Sphere Monk with Cecil Taylor                          |  | 1990 |  | DIW               |
| Dreaming of the Masters Suite                                     |  | 1990 |  | DIW               |
| Live at the 6th Tokyo Music Joy with Lester Bowie's Brass Fantasy |  | 1991 |  | DIW               |
| Fundamental Destiny with Don Pullen                               |  | 1991 |  | AECO              |
| Salutes the Chicago Blues Tradition                               |  | 1993 |  | AECO              |
| Coming Home Jamaica                                               |  | 1996 |  | Atlantic          |
| Urban Magic                                                       |  | 1997 |  | Musica Jazz       |

### Collaborazioni
- Mudfoot (Black Hawk), 1986
- Out Here Like This (Black Saint), 1986
- Unforeseen Blessings (Black Saint), 1988
- Slipping and Sliding (Sound Hills), 1994

### Come ospite
con David Bowie
- Black Tie White Noise (Savage, 1993)

con James Carter
- Conversin' with the Elders  (Atlantic, 1995)

con Jack DeJohnette
- New Directions (ECM, 1978)
- New Directions in Europe (ECM, 1979)
- Zebra (MCA, 1989)

con Brigitte Fontaine
- Comme à la Radio (Saravah, 1971)

con Melvin Jackson
- Funky Skull (Limelight, 1969)

con Fela Kuti
- Stalemate (Afrodisia, 1977)
- No Agreement (Afrodisia, 1977)
- Sorrow Tears and Blood (Kalakuta Records, 1977)
- Fear not for man (Afrodisia, 1977)

con Frank Lowe
- Fresh (Freedom, 1975)

con Jimmy Lyons
- Free Jazz No. 1 (Concert Hall, 1969)
- Other Afternoons (BYG, 1970)

con Roscoe Mitchell
- Sound (Delmark, 1966)

con David Murray
- Live at the Lower Manhattan Ocean Club (India Navigation, 1978)

con Sunny Murray
- Sunshine (BYG, 1969)
- Homage to Africa (BYG, 1969)

con Charles Bobo Shaw
- Under the Sun (Freedom, 1973)
- Streets of St. Louis (Moers Music, 1974)

con Archie Shepp
- Yasmina, a Black Woman (BYG, 1969)
- Blasé (BYG, 1969)
- Pitchin Can (America, 1970)
- Coral Rock (America, 1970)

con Alan Silva
- Seasons (BYG, 1971)

con Wadada Leo Smith
- Divine Love (ECM, 1979)

con altri
- Funky Donkey Vol. 1 & 2 (Atavistic) (Luther Thomas & the Human Arts Ensemble)
- Under the Sun (Universal Justice) 1974 (Human Arts Ensemble)
- Funky Donkey 1977 (Circle) (Luther Thomas Creative Ensemble)
- Free to Dance (Black Saint), 1978 (Marcello Melis)
- 6 x 1 = 10 Duos for a New Decade (Circle), 1980 (John Fischer)
- The Razor's Edge/Strangling Me With Your Love (Hannibal, 12"), 1982 (Defunkt)
- The Ritual (Sound Aspects), 1985 (Kahil El'Zabar)
- Meet Danny Wilson (Virgin), 1987 (Danny Wilson)
- Sacred Love (Sound Aspects), 1988 (Kahil El'Zabar)
- Avoid The Funk (Hannibal), 1988 (Defunkt)
- Environ Days (Konnex), 1991 (John Fischer)
- Cum Funky (Enemy), 1994 (Defunkt)
- Hi-Bop Ska, 1994 (Skatalites)
- Stolen Moments: Red Hot + Cool (Impulse!), 1994 (Various Artists) appears on one track with Digable Planets
- Bluesiana Hurricane (Shanachie), 1995 with Rufus Thomas, Bill Doggett, Chuck Rainey, Bobby Watson, Will Calhoun, and Sue Foley
- Buddy Bolden's Rag (Delmark), 1995 (Malachi Thompson & Africa Brass)
- Not Two (Biodro Records), 1995 (Miłość and Lester Bowie)
- No Ways Tired (Nonesuch), 1995 (Fontella Bass)
- Mac's Smokin' Section (McKenzie), 1996 (Mac Gollehon)
- Hello Friend: To Ennis with Love (Verve), 1997 (Bill Cosby)
- My Secret Life (Calliope), 1998 (Sonia Dada)
- Amore Pirata (Il Manifesto), 1998 (Lorenzo Gasperoni Mamud Band feat. Lester Bowie)
- Smokin' Live (McKenzie), 1999 (Mac Gollehon)
- G:MT – Greenwich Mean Time (Island Records), 1999 (Guy Sigsworth)
- Talkin' About Life And Death (Biodro Records), 1999 (Miłość and Lester Bowie)
- Test Pattern (Razor & Tie), 2004 (Sonia Dada)
- Hiroshima (Art Yard), 2007 (The Sun Ra All Stars Band)
- The Ancestors Are Amongst Us (Katalyst, recorded live at Jazzfestival Saafelden August 28th 1987 and released 2010) - with Kahil El'Zabar and the Ritual Trio